# Fuertesimalva pennellii
Fuertesimalva pennellii är en malvaväxtart som först beskrevs av Oskar Eberhard Ulbrich, och fick sitt nu gällande namn av P.A. Fryxell. Fuertesimalva pennellii ingår i släktet Fuertesimalva och familjen malvaväxter. Inga underarter finns listade i Catalogue of Life.